# Curling-Mixed-Doubles-Weltmeisterschaft 2019
Die Curling-Mixed-Doubles-Weltmeisterschaft 2019 fand vom 20. bis 27. April in Stavanger (Norwegen) in der nahegelegenen Sørmarka Arena in Verbindung mit den Seniorenweltmeisterschaften statt.